# Вест Лон (Пенсилванија)
Вест Лон (енгл. West Lawn) насељено је место без административног статуса у америчкој савезној држави Пенсилванија.

## Демографија
По попису из 2010. године број становника је 1.715, што је 118 (7,4%) становника више него 2000. године.
| Група             | 2000.         | 2010.         |
| Белци             | 1.517 (95,0%) | 1.401 (81,7%) |
| Афроамериканци    | 26 (1,6%)     | 106 (6,2%)    |
| Азијати           | 21 (1,3%)     | 15 (0,9%)     |
| Хиспаноамериканци | 24 (1,5%)     | 165 (9,6%)    |
| Укупно            | 1.597         | 1.715         |